# NGC 922
NGC 922 est une galaxie spirale barrée située dans la constellation du Fourneau. NGC 922 a été découverte par l'astronome germano-britannique William Herschel en 1784.

## Caractéristiques
La classe de luminosité de NGC 922 est III_IV et elle présente une large raie HI. Elle renferme également des régions d'hydrogène ionisé.

### Distance
Sa vitesse par rapport au fond diffus cosmologique est de 2 879 ± 15 km/s, ce qui correspond à une distance de Hubble de 42,5 ± 3,0 Mpc (∼139 millions d'al).
À ce jour, 17 mesures non basées sur le décalage vers le rouge (redshift) donnent une distance de 42,582 ± 9,444 Mpc (∼139 millions d'al), ce qui est à l'intérieur des valeurs de la distance de Hubble.

### Luminosité dans l'infrarouge
La luminosité de la galaxie de NGC 922 dans l'infrarouge lointain (de 40 à 400 µm)  est égale à 2,19 × 1010 {\displaystyle L_{\odot }} (1010,34{\displaystyle L_{\odot }}) et sa luminosité totale dans l'infrarouge (de 8 à 1 000 µm) est de 3,02 × 1010 {\displaystyle L_{\odot }} (1010,48{\displaystyle L_{\odot }}).

### Collision galactique
Sa forme particulière résulterait d'une collision entre une petite et une grande galaxie il y a environ 300 millions d'années.

## Supernova
Deux supernovas ont été découvertes dans NGC 922 : SN 2002gw et SN 2008ho.

### SN 2002gw
Cette supernova a été découverte le 13 octobre 2002 indépendamment par l'astronome amateur sud africain Berto Monard et par l'astronaute Takao Doi. Cette supernova était de type II. 

### SN 2008ho
Cette supernova a été découverte le 26 novembre 2008 par G. Pignata, J. Maza, M. Hamuy, R. Antezana, L. Gonzalez, P. Gonzalez, P. Lopez, S. Silva, G. Folatelli, D. Iturra, R. Cartier et F. Forster dans le cadre du programme de recherche de supernovas CHASE (CHilean Automatic Supernova sEarch) de l'université du Chili. Cette supernova était de type IIP.  

## Galerie

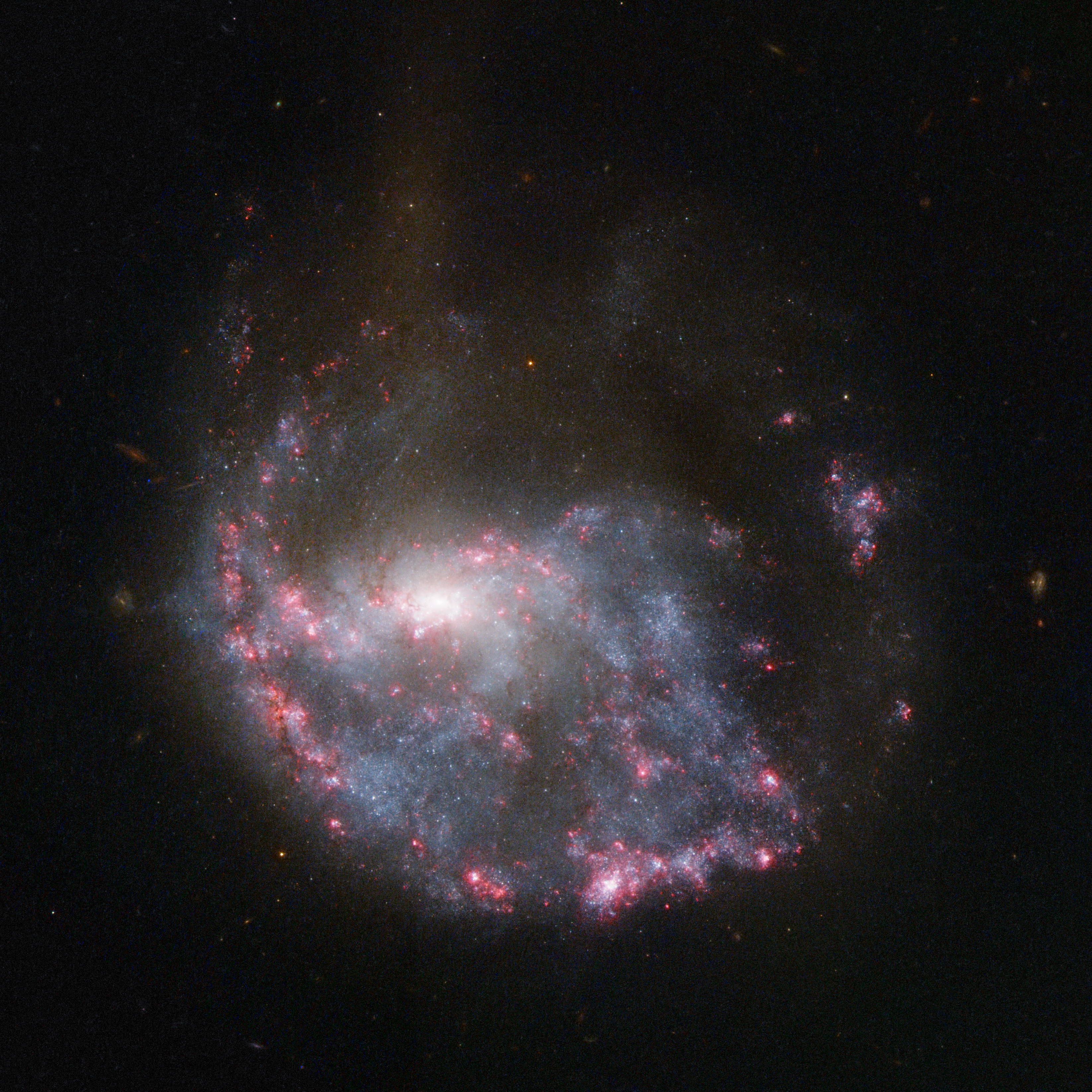
NGC 922 par le télescope Hubble. (NASA/ESA)
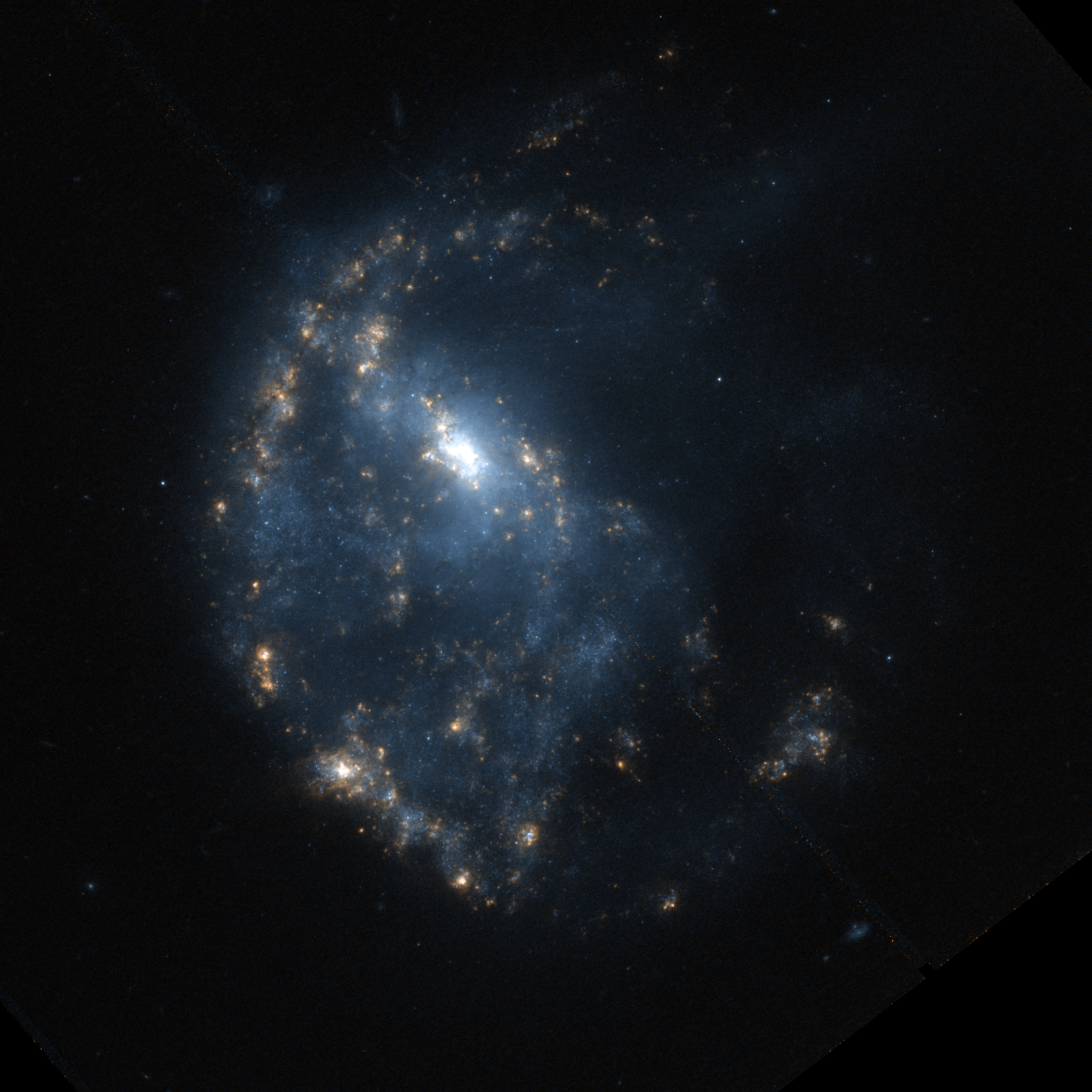
Autre version de NGC 922 de l'image prise par Hubble.